# 卢勒叉
卢勒叉（？—？），籍贯不详，东魏、北齐宦官。

## 生平
卢勒叉与韩宝业、齐绍、秦子征是高欢的旧部，都是供驱使的宦官，没有受到恩遇。卢勒叉经历天保、皇建两朝也不受宠幸，但逐渐有了职权，卢勒叉官至中常侍，后来和韩宝业、齐绍、秦子征都被封为王，都各自收敛，不过分侵夺残暴。

## 妹妹
- 卢嫔，齐武成帝高湛妃嫔